# 오로슈하저구

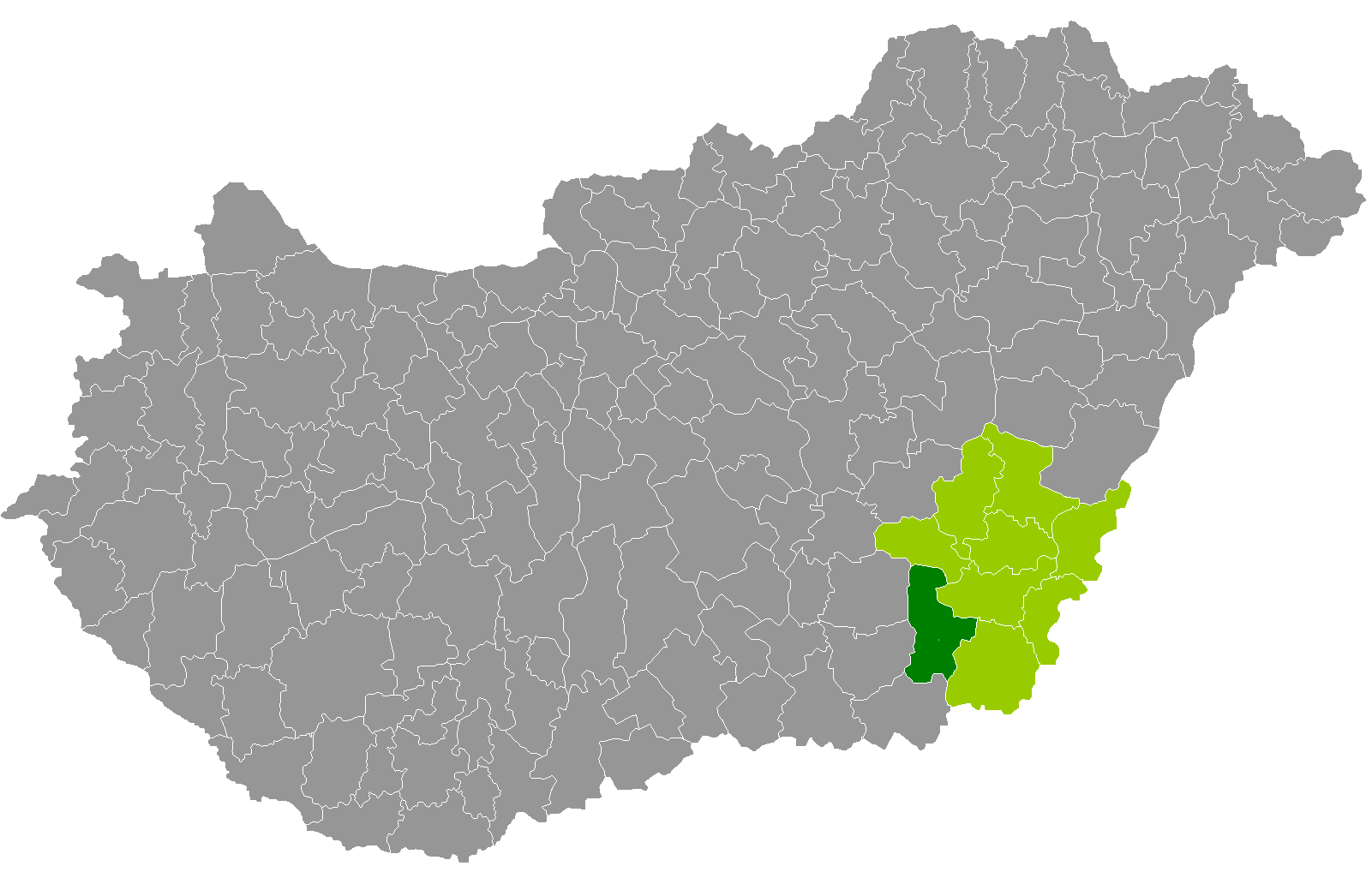
베케시주 지도에 표시된 오로슈하저구의 위치

오로슈하저구(헝가리어: Orosházi járás)는 헝가리 베케시주에 위치한 구로 구청 소재지는 오로슈하저이며 면적은 717.18km2, 인구는 51,482명(2011년 기준), 인구 밀도는 72명/km2이다.
북쪽으로는 서르버시구, 동쪽으로는 베케슈처버구, 메죄코바치하저구, 남쪽으로는 촌그라드처나드주 머코구, 서쪽으로는 호드메죄바샤르헤이구, 촌그라드처나드주 센테시구와 접한다. 8개 지방 자치체(2개 시, 6개 마을)를 관할한다.

구 문장